# Bergh Apton
Bergh Apton – wieś w Anglii, w hrabstwie Norfolk, w dystrykcie South Norfolk. Leży 11 km na południowy wschód od Norwich i 157 km na północny wschód od Londynu.
Miejscowość liczy 428 mieszkańców.